# Lionginas Abarius
Lionginas Abarius (* 8. August 1929  in Maniuliškės, Rajongemeinde Zarasai; † 22. April 2022 in Vilnius) war ein litauischer Musiker, Chordirigent, Komponist und Professor.

## Leben
Lionginas Abarius absolvierte das Progymnasium in Antazavė bei Zarasai. Von 1948 bis 1953 studierte er in der Musikschule Vilnius sowie von 1953 bis 1958 an der Musik- und Theaterakademie Litauens. Von 1956 bis 1962 leitete er die Chorstudie am J.-Tallat-Kelpša-Musiktechnikum. Ab 1981 lehrte er am Lietuvos valstybinė konservatorija, ab 1991 als Professor an der Musik- und Theaterakademie Litauens und von 1988 bis 1995 als Leiter des Lehrstuhls. Er war Chefdirigent von litauischen Liederfesten.
Sein Sohn war der litauische Pianist und Komponist Gintautas Abarius (1959–2010).